# Szoftverprojekt-menedzsment
A szoftverprojekt-menedzsment a projektmenedzsment azon része, amely a szoftverfejlesztési projektek tervezésével, ellenőrzésével és végrehajtásával foglalkozik.

## Projekttervezés
A projekttervezés célja a projekt terjedelmének (scope) meghatározása, a munka becslése, a projekt ütemezés elkészítése. A projekttervezés a ügyfél igényeinek, a projekt követelményeinek meghatározásával kezdődik. Ezek alapján elkészül a projektterv amely tartalmazza az elvégzéshez szükséges feladatokat.

## Projekt követés és ellenőrzés
A projekt követés és ellenőrzés célja a projektmenedzser, a szponzor, a projekttagok és a menedzsment részére a projekt előrehaladásáról, állapotáról jelentés készítése. Ha a projekt eltér a tervtől, a projektmenedzser intézkedhet. A projektmenedzser státuszmegbeszélések segítségével kaphat információkat a projekttagoktól. A változások projektbe építéséért a változáskezelési eljárás a felelős.

## Szoftver követelmények
Projekt követelményeinek meghatározása során az üzleti elemző vagy tervező meghatározza az üzleti igényeket. A szoftver követelmények alapján tervezik meg a megoldást.

## Kockázatmenedzsment
Kockázatmenedzsment tárgya a projekt kockázatok meghatározása, mérése, kezelése, felügyelete ill. követése. Általánosságban a kockázat kezelése magában foglalja a kockázat elkerülését, a kockázat más szereplőre való átruházását, a káros hatások csökkentését vagy a kockázat következményeinek elfogadását. A hagyományos kockázat menedzsment a természeti ill. jogi esetekre korlátozódik (természeti katasztrófa, tűz, baleset, haláleset, jogi perek).

## Szoftverprojektek problémái
A problémák 3 különböző nézőpontból erednek: projektmenedzser, fejlesztők, ügyfelek.
- A projektmenedzserhez köthető problémák: a szerepek meghatározásának hiánya, becslési és tervezési képesség hiánya, döntési képesség hiánya. A projektmenedzsernek figyelnie kell az idő-költség-minőség 3 alapvető korlátjára.
- A fejlesztőhöz köthető problémák: az alkalmazás hiányos ismerete, a fejlesztői eljárások ismeretének hiánya, a leírások frissítésének a hiánya, határidő betartása, alkalmazás követelményeinek a változása.
- Az ügyfélhez köthető problémák: pénzügyi korlátok, határidőn túli szállítás.

## Lásd még
- Becslés
- Becslés a szoftverfejlesztésben
- Projektmenedzsment
- Kockázatmenedzsment
- Szoftverfejlesztési módszerek

## Külső hivatkozások
- projektmenedzsment.lap.hu – linkgyűjtemény